# Maurice Carême
Maurice Carême (12 mai 1899 – 13 ianuarie 1978) a fost un poet belgian francofon, cunoscut pentru stilul său simplu și poeziile pentru copii.

## Biografie
Maurice Carême s-a născut la Wavre (în Brabantul valon), pe atunci, o regiune rurală a Belgiei. Deși a crescut într-o familie modestă, el a avut o copilărie fericită, reflectată în creația sa.
Maurice Carême a urmat școala din orașul natal, iar în 1914 a primit o bursă pentru Școala Normală din Tienen. Atunci a început să scrie poezii. În 1918, Carême a absolvit școala și a primit un post de învățător la Anderlecht,  lângă Bruxelles. Poezia a ocupat un loc din ce în ce mai important în viața sa, iar din 1943, a renunțat la serviciu, dedicându-se integral scrisului. A tradus poezie olandeză în franceză.
Dintre poeziile sale pentru copii, compozitorul Francis Poulenc a compus un ciclu de șapte cântece, intitulat La courte paille (1960).
Maurice Carême a murit la Anderlecht și, potrivit dorinței sale, a fost înhumat în  Wavre. Soția sa a murit în 1990. Casa lor din Anderlecht, Maison blanche, este acum Muzeul Maurice Carême.